# ナノティラヌス
ナノティラヌス (Nanotyrannus) は小型のティラノサウルス類の一属。ナノティランヌス、ナノチラヌス、ナノタイラヌスなどとも呼ばれる。ただし別種ではなく、単にティラノサウルスの若い個体である可能性もあり議論がされている（後述）。2012年春までに見つかっている標本は、北米の後期白亜紀・マーストリヒト期の地層より発掘された2個体のみである。全長は約5m。学名は、「小さい(nanos)」+「王、暴君(tyrannus)」より「小さな暴君」を意味する。

## 研究史
ナノティラヌスは、その研究の歴史において複雑な経緯を持つ属である。ナノティラヌスの模式標本（CMN 7541）は、もともと1946年、ゴルゴサウルス属（Gorgosaurus）の新種“ゴルゴサウルス・ランケンシス（Gorgosaurus lancensis）”として記載されたものである。しかし1988年にロバート・バッカーらがこの化石を再調査して特有の構造を認め、独立した属として新たにナノティラヌス属（Nanotyrannus）が設けられた。当時、頭蓋の癒合の程度などからこの化石は成体と解釈されており、それに基づいてナノティラヌスは「成体でも全長約5.2メートルほどの小型のティラノサウルス類」として発表された。
しかし、1999年以降の研究で、実際にはこの個体が若齢であるとの論文が発表された。 それ以降、これらの化石はティラノサウルスの幼体であって、“ナノティラヌス”を無効とする解釈も多くなる一方、森林地帯に住んでいたために小型化した独立属だという説も依然として強く存在している。 

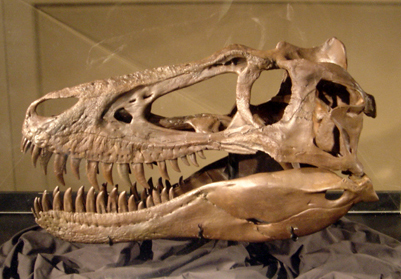
“ジェーン”の頭蓋骨のレプリカ（バーピー自然史博物館所蔵）

2001年には、より状態の良いティラノサウルス類の若齢個体、通称“ジェーン”（標本番号：BMRP 2002.4.1）が発掘された。これにより既存のナノティラヌス化石と合わせて、依然、ティラノサウルス・レックスの幼体説、ティラノサウルス・レックスに近縁な別属説などの検証が進んでいる。